# Nigel Mansell's World Championship
Nigel Mansell's World Championship (ook wel Nigel Mansell's World Championship Racing) is een racespel dat werd ontwikkeld door Gremlin Graphics Software. Het spel kwam in 1992 uit voor de Commodore Amiga en de Atari ST. Het spel is vernoemd naar de Britse Nigel Mansell de F1 wereldkampioen van datzelfde jaar. Een jaar later volgde ook releases voor andere homecomputers. De speler kan een losse race rijden, een heel seizoen of gewoon wat oefenen. Voor elke race kan de auto aangepast worden. Het spel werkt met wachtwoorden om de voortgang te bewaren.

## Platforms
| Jaar | Platform                                                                        |
| ---- | ------------------------------------------------------------------------------- |
| 1992 | Amiga, Atari ST                                                                 |
| 1993 | Amiga CD32, Amstrad CPC, DOS, Game Boy, NES, SNES, Sega Mega Drive, ZX Spectrum |

## Drivers
Het spel heeft 12 drivers:
- GBRNigel Mansell (Williams-Renault) (speler)
- BRA Ayrton Senna (McLaren-Honda) (vervangen door  AUT Gerhard Berger in de Noord-Amerikaanse versies)
- GER Michael Schumacher (Benetton)
- FIN Mika Häkkinen (Lotus)
- FRA Jean Alesi (Ferrari)
- ITA Andrea de Cesaris (Tyrrell)
- JPN Aguri Suzuki (Footwork)
- FRA Érik Comas (Ligier)
- AUS Karl Wendlinger (March)
- ITA Pierluigi Martini (Dallara)
- JPN Ukyo Katayama (Venturi Larrousse)
- ITA Stefano Modena (Jordan)

## Circuits
Het spel heeft 16 circuits:
- RSA Kyalami
- MEX Hermanos Rodríguez
- BRA Interlagos
- ESP Catalunya
- SMR Imola
- MON Monaco
- CAN Circuit Gilles Villeneuve
- FRA Magny-Cours
- GBR Silverstone
- GER Hockenheimring
- HUN Hungaroring
- BEL Spa-Francorchamps
- ITA Monza
- POR Estoril
- JPN Suzuka
- AUS Adelaide

## Ontvangst
| Beoordeeld door             | Platform        | Datum          | Score |
| --------------------------- | --------------- | -------------- | ----- |
| Sinclair User               | ZX Spectrum     | april 1993     | 90%   |
| Svenska Hemdatornytt        | SNES            | februari 1994  | 90%   |
| Games Master                | SNES            | september 1993 | 90%   |
| Nintendo Magazine System UK | SNES            | juni 1993      | 87%   |
| Your Sinclair               | ZX Spectrum     | maart 1993     | 80%   |
| GamePro (USA)               | Sega Mega Drive | oktober 1993   | 80%   |
| ST Format                   | Atari ST        | mei 1993       | 69%   |
| Nintendo Magazine System UK | Game Boy        | 1993           | 61%   |
| Power Play                  | Amiga           | januari 1993   | 49%   |
| Power Play                  | DOS             | mei 1993       | 28%   |